# Chữ quốc ngữ
Cette page contient des caractères spéciaux ou non latins. S’ils s’affichent mal (▯, ?, etc.), consultez la page d’aide Unicode.
Le chữ quốc ngữ (chữ nôm : 𡨸國語 ; /cɨ˧ˀ˥ kwok˧˥ ŋɨ˧ˀ˥/ ; « écriture de la langue nationale ») est une romanisation de la langue vietnamienne possédant le statut d'orthographe officielle. C'est un alphabet latin augmenté de nombreux diacritiques servant à noter tant la valeur phonétique de certaines lettres que les tons de la langue.

## Origines
Le chữ quốc ngữ est l'écriture actuelle du Viêt Nam qui a remplacé d'anciennes écritures :
- le chữ nôm, système d'idéo-phonogrammes formés à partir des sinogrammes et utilisé entre les XIIe et XXe siècles apr. J.-C.,
- le chữ Hán, « écriture han » (ou chữ nho, « écriture savante »), qui est du chinois classique ; la langue chinoise étant celle de l'administration et du pouvoir pendant la domination chinoise (de 111 av. J.-C. à 939 apr. J.-C.), et pendant la dynastie des Nguyễn, au pouvoir de 1804 (à la suite du coup d'État mené par le futur empereur Gia Long) jusqu'à l'abdication de Bảo Đại en 1954.

Dès 1527, des missionnaires portugais évangélisant le Viêt Nam ont commencé à utiliser l'alphabet latin (principalement dans sa version portugaise) pour écrire la langue locale. C'est le jésuite Alexandre de Rhodes (1591-1660), natif d'Avignon, qui a compilé, amélioré et systématisé les systèmes de transcription de ses prédécesseurs missionnaires, notamment Francisco de Pina, entre 1624 et 1644. Son premier ouvrage, imprimé dans l'écriture latinisée actuelle, est un dictionnaire vietnamien-portugais-latin paru en 1651, le Dictionarium Annamiticum Lusitanum et Latinum, reprise d'un dictionnaire portugais-vietnamien de Gaspar do Amaral et António Barbosa, suivi la même année de Cathechismus in octo dies divisus, rédigé à Mằng Lăng.
Cette transcription, devenue très populaire, a acquis en 1918 le statut d'orthographe officielle de la langue dans le système scolaire français destiné aux indigènes (en concurrence jusque-là avec les deux autres écritures). Cette initiative du pouvoir colonial français, souhaitant disposer rapidement d'interprètes pour relayer l'action des colonisateurs, visait à déraciner les mouvements indépendantistes liés à une intelligentsia qui écrivait en caractères chinois. Même si l'initiative de cette réforme revint aux autorités coloniales, l'adoption du chữ quốc ngữ fut bien accueillie par les milieux nationalistes vietnamiens, dans la mesure où il constituait un vecteur d'unification, y compris face au colonisateur, entre des populations indigènes dont les idiomes étaient différents jusque-là.
Plus simple à apprendre que l'écriture vietnamienne traditionnelle qui nécessitait un apprentissage préalable du chinois, le chữ quốc ngữ a été un outil de démocratisation de l'éducation. Il est l'écriture officielle des administrations vietnamiennes depuis 1954 avec l'indépendance du pays par rapport à la France (durant la période de la colonisation française, le chinois avait été conservé dans son statut de langue officielle de l'administration impériale).

## Structure
Le chữ quốc ngữ suit les mêmes principes que le plus récent pinyin (fin des années 1950) pour le mandarin : la transcription est phonologique et non phonétique. La notation alphabétique d'une langue isolante comme le vietnamien dissimule certains faits inhérents à la structure syllabique de la langue. Les phonèmes, en effet, ne sont pas en distribution libre ; chaque élément de la syllabe, attaque, noyau et coda, ne peut être occupé que par certains phonèmes. Présenter le chữ quốc ngữ de manière alphabétique nécessite donc d'indiquer quelles positions chaque phonème peut représenter.

### Alphabet latin phonémique

#### Voyelles
Les cinq voyelles de base de l’alphabet latin sont utilisées (A/a, E/e, I/i, O/o, U/u) ainsi que le Y/y qui prend la même valeur phonémique que le I/i.
Pour compléter les distinctions phonologiques, des diacritiques sont nécessaires (aucun digramme n’est utilisé pour transcrire les voyelles, sauf pour former des diphtongues étrangères). Les diacritiques fondamentaux utilisés dans l’alphabet concernent principalement les voyelles A/a, E/e, O/o, U/u, ainsi modifiées pour ajouter six autres voyelles phonémiques :
- la brève ne se trouve que sur Ă/ă et marque le caractère ouvert (au contraire du O/o et du E/e normaux qui sont ouverts) ;
- l’accent circonflexe sur Â/â, Ê/ê et Ô/ô marque le caractère mi-fermé (c'est une influence directe de l'orthographe portugaise) ;
- la corne sur Ơ/ơ et Ư/ư marque le caractère non arrondi (mi-ouvert).

Les valeurs phonologiques sont indiquées en API dans la table ci-dessous (classée par ordre de lieu de vocalisation et de proximité phonétique) des voyelles transcrites dans l’alphabet de base.
| Lettre | Valeur | Position syllabique | Position syllabique | Position syllabique |
| Lettre | Valeur | attaque             | noyau               | coda                |
| ------ | ------ | ------------------- | ------------------- | ------------------- |
| i      | /i/    |                     | X                   |                     |
| y      | /i/    |                     | X                   |                     |
| ê      | /e/    |                     | X                   |                     |
| e      | /ɛ/    |                     | X                   |                     |
| ư      | /ɯ/    |                     | X                   |                     |
| u      | /u/    |                     | X                   |                     |

| Lettre | Valeur | Position syllabique | Position syllabique | Position syllabique |
| Lettre | Valeur | attaque             | noyau               | coda                |
| ------ | ------ | ------------------- | ------------------- | ------------------- |
| ô      | /o/    |                     | X                   |                     |
| ơ      | /əː/   |                     | X                   |                     |
| o      | /ɔ/    |                     | X                   |                     |
| ă      | /a/    |                     | X                   |                     |
| â      | /ə/    |                     | X                   |                     |
| a      | /aː/   |                     | X                   |                     |

À ces trois diacritiques s’ajoute un des diacritiques de ton qui peuvent compléter, hors de l’alphabet latin phonémique de base (voir ci-dessous), chacune des 12 voyelles phonémiques ainsi transcrites (avec ou sans les diacritiques vocaliques ci-dessus).

#### Consonnes
Le chữ quốc ngữ utilise les consonnes de l’alphabet latin usuel, sans les lettres F/f, J/j, W/w et Z/z (qui peuvent être rencontrées toutefois dans des mots étrangers importés comme les noms propres).
Quand la consonne Q/q est suivie de la voyelle U/u avant une autre voyelle, la première voyelle est modificative, mais la consonne ne se prononce pas sans elle ; cette dernière n’est pas toujours transcrite, et donc le digramme Qu/qu est équivalent phonologiquement à la consonne Q/q employée seule.
Pour compléter la transcription phonémique des consonnes phonologiques, des digrammes sont généralement utilisés : Ch/ch, Gi/gi, Kh/kh, Nh/nh, Ng/ng, Ph/ph, Th/th, Tr/tr.
La consonne représentée par le digramme Gi/gi (à la manière de notre digramme ge dans geôle, qui ne représente que « g doux » devant a, o et u) ne peut pas être utilisée pour transcrire une syllabe dans laquelle cette consonne doit être prononcée avant le voyelle I/i ; à la place, la consonne D/d est utilisée. Une seule lettre nécessite un diacritique : la barre inscrite du Đ/đ (lettre à ne pas confondre avec le eth Ð/ð germanique). Ce digramme figure dans l’alphabet traditionnel chữ quốc ngữ en tant que lettre distincte.
De plus, pour éviter l’interprétation de la succession de la consonne représentée par G/g suivie de la voyelle I/i comme s’il était le digramme de la consonne représentée par Gi/gi, le digramme Gh/gh est ajouté pour représenter alternativement la consonne G/g : ce digramme Gh/gh allographe contextuel a alors la même valeur phonémique que le G/g devant les autres voyelles. Ce digramme contextuel ne figure pas en tant que lettre distincte dans l’alphabet traditionnel.
De même, pour éviter l’interprétation (en milieu de mot uniquement) de la succession de la consonne représentée par Ng/ng suivie de la voyelle I/i comme s’il était la succession de la consonne N/n finale d'une syllabe et du digramme de la consonne d’attaque de la syllabe suivante représentée par Gi/gi, le trigramme allographe Ngh/ngh est ajouté pour représenter alternativement la consonne Ng/ng : ce digramme Ngh/ngh' allographe contextuel a alors la même valeur phonémique que le Ng/ng devant les autres voyelles (on ne peut pas interpréter ce trigramme comme une consonne N/n de fin de syllabe suivi du digramme de la consonne Gh/gh commençant la consonne suivante, et le trigramme Ngh/ngh ne se trouve pas en fin de mot). Ce trigramme contextuel ne figure pas en tant que lettre distincte  dans l’alphabet traditionnel.
Les valeurs phonologiques dans la table ci-dessous (classée par ordre de lieu d'articulation et de proximité phonétique) sont indiquées en API. Quand deux valeurs sont fournies, la première est celle du vietnamien du Nord, la seconde celle du Sud. Comme il existe de nombreuses variations dialectales, ces valeurs sont les plus communément admises pour leur réalisation phonétique.
| Lettre  | Valeur      | Position syllabique | Position syllabique | Position syllabique |
| Lettre  | Valeur      | attaque             | noyau               | coda                |
| ------- | ----------- | ------------------- | ------------------- | ------------------- |
| m       | /m/         | X                   |                     | X                   |
| b       | /ɓ/         | X                   |                     |                     |
| p       | /p/         |                     |                     | X                   |
| v       | /v/ ou /vj/ | X                   |                     |                     |
| ph      | /f/         | X                   |                     |                     |
| n       | /n/         | X                   |                     | X                   |
| nh      | /ɲ/         | X                   |                     | X                   |
| ng, ngh | /ŋ/         | X                   |                     | X                   |
| g, gh   | /g/         | X                   |                     | X                   |
| q(u)    | /kw/, /w/   | X                   |                     |                     |
| k       | /k/         | X                   |                     |                     |
| c       | /k/         | X                   |                     | X                   |
| ch      | /c/         | X                   |                     | X                   |

| Lettre | Valeur        | Position syllabique | Position syllabique | Position syllabique |
| Lettre | Valeur        | attaque             | noyau               | coda                |
| ------ | ------------- | ------------------- | ------------------- | ------------------- |
| tr     | /c/, /ʈʂ/     | X                   |                     |                     |
| kh     | /x/, /kʰ/     | X                   |                     |                     |
| đ      | /ɗ/           | X                   |                     |                     |
| t      | /t/           | X                   |                     | X                   |
| th     | /tʰ/          | X                   |                     |                     |
| d      | /z/, /j/      | X                   |                     |                     |
| gi     | /z/, /j/      | X                   |                     |                     |
| r      | /ʀ/, /z/, /ʐ/ | X                   |                     |                     |
| s      | /s/, /ʂ/      | X                   |                     |                     |
| x      | /s/           | X                   |                     |                     |
| l      | /l/           | X                   |                     |                     |
| h      | /h/           | X                   |                     |                     |

#### Ordre alphabétique
On compte 37 graphèmes (29 lettres et 8 digrammes) dans l’ordre traditionnel, qui tient compte des digrammes phonémiques (mais en ignorant les h contextuels dans le trigramme Ngh/ngh ou le digramme Gh/gh) ; les 4 lettres latines supplémentaires F/f, J/j, W/w, Z/z importées des langues étrangères se classent en principe à la fin :
- A/a, Ă/ă, Â/â, B/b, C/c, Ch/ch, D/d, Đ/đ, E/e, Ê/ê, G/g, Gi/gi, H/h, I/i, K/k, Kh/kh, L/l, M/m, N/n, Ng/ng, Nh/nh, O/o, Ô/ô, Ơ/ơ, P/p, Ph/ph, Q/q, R/r, S/s, T/t, Th/th, Tr/tr, U/u, Ư/ư, V/v, X/x, Y/y, [F/f], [J/j], [W/w], [Z/z]

Des variantes modifient légèrement cet ordre de tri traditionnel pour prendre en compte le digramme contextuel Gh/gh et trigramme contextuel Ngh/ngh, afin de les grouper avec les graphèmes traditionnels en tant que différences mineures :
- A/a, Ă/ă, Â/â, B/b, C/c, Ch/ch, D/d, Đ/đ, E/e, Ê/ê, (G, Gh)/(g, gh), Gi/gi, H/h, I/i, K/k, Kh/kh, L/l, M/m, N/n, (Ng, Ngh)/(ng, ngh), Nh/nh, O/o, Ô/ô, Ơ/ơ, P/p, Ph/ph, Q/q, R/r, S/s, T/t, Th/th, Tr/tr, U/u, Ư/ư, V/v, X/x, Y/y, [F/f], [J/j], [W/w], [Z/z]

Dans l’ordre alphabétique moderne le plus utilisé aujourd’hui, les 8 digrammes traditionnels (ainsi que les 2 digrammes/trigrammes contextuels) ne sont plus traités comme des graphèmes séparés, et l’alphabet moderne intercale les 4 lettres latines de base importées (l’alphabet traditionnel se réduisant alors aux 29 lettres simples) dans un total de 33 lettres simples :
- A/a, Ă/ă, Â/â, B/b, C/c, D/d, Đ/đ, E/e, Ê/ê, [F/f], G/g, H/h, I/i, [J/j], K/k, L/l, M/m, N/n, O/o, Ô/ô, Ơ/ơ, P/p, Q/q, R/r, S/s, T/t, U/u, Ư/ư, V/v, [W/w], X/x, Y/y, [Z/z]

Les différences de casse entre lettres, ainsi que celles des diacritiques de tons (voir ci-dessous) pour les voyelles, ne sont normalement pas prises en compte au niveau primaire du tri dans tous ces alphabets, mais le sont à des niveaux différents. Les tons étant phonologiquement plus importants que la casse, les différences de tons sont classées au niveau secondaire (comme aussi les accents des langues européennes) avant les différences de casse considérées alors comme plus mineures.
Une variante existe dans certaines applications (qui utilisent généralement l'alphabet moderne et non l'alphabet traditionnel) qui classent les différences de casse au niveau primaire (avant les différences de lettres puis de tons), rompant alors l'unicité de l'alphabet bicaméral en deux alphabets distincts successifs ; cet usage n’est pas recommandé linguistiquement (notamment quand les différences de casse sont signifiantes dans les noms propres si ceux-ci sont nombreux, par exemple dans un annuaire téléphonique).

### Diacritiques pour les tons
Le vietnamien standard possède six tons, lesquels sont notés dans l'écriture au moyen de cinq diacritiques (le ton moyen plat étant représenté par l’absence de signe diacritique), l’accent grave, le crochet en chef, le tilde, l’accent aigu et le point souscrit. Ces diacritiques s’ajoutent à ceux que portent, le cas échéant, les 12 voyelles phonémiques, pour former un total de 72  (12 × 6) voyelles transcriptibles.
| Tons     | Tons               | Tons            | Tons           | Exemples       | Exemples      |
| Registre | Modulation         | Diacritique     | Ton vietnamien | Mot vietnamien | Signification |
| -------- | ------------------ | --------------- | -------------- | -------------- | ------------- |
| haut     | montant            | accent aigu     | sắc            | có             | avoir         |
| haut     | montant glottalisé | tilde           | ngã            | mỹ             | américain     |
| moyen    | traînant           | (aucun)         | ngang          | gai            | épine         |
| moyen    | tombant-montant    | crochet en chef | hỏi            | hưởng          | bénéficier    |
| bas      | traînant           | accent grave    | huyền          | trà            | thé           |
| bas      | tombant glottalisé | point souscrit  | nặng           | lại            | encore        |

## Orthographe
Les usages des langues romanes, particulièrement ceux du portugais, se retrouvent dans l'orthographe (les travaux d'Alexandre de Rhodes, en effet, reprenaient ceux de missionnaires portugais) :
- [k] s'écrit q devant u pour former le digramme qu [kw], k devant les voyelles d'avant e, ê et i, c ailleurs ;
- [ɣ] s'écrit g devant les voyelles d'arrière mais gh  devant celles d'avant ;
- [ŋ] suit les mêmes principes : ng / ngh ;
- [ɲ] s'écrit à la portugaise, nh.

L'influence portugaise dans l'orthographe se constate facilement :
- ‹ nh › pour [ɲ] ;
- l'utilisation du tilde sur des voyelles (ne notant cependant pas la nasalisation).
- l'utilisation de ‹ x › et ‹ s › pour [s] et [ʃ] (au Sud), phonèmes qui remontent, d'après Nguyễn Ðình-Hoà (article « Vietnamese » de la section 59, « Adaptations of the Roman Alphabet », de The World's Writing Systems de Peter Daniels et William Bright), à [s̻] (/s/ laminal, ressemblant à un [ʃ]) et [s] anciens, que les missionnaires ont simplement notés à la portugaise par ‹ x › et ‹ s ›. L’évolution phonétique, cependant, fait que l‘orthographe est maintenant inversée par rapport au portugais ;
- l'utilisation de l’accent circonflexe pour marquer le caractère mi-fermé des voyelles. Rappelons qu'en portugais ‹ â › = ['ɐ], ‹ ê › [e] et ‹ ô › [o], exactement comme en quốc ngữ.

## Représentation informatique

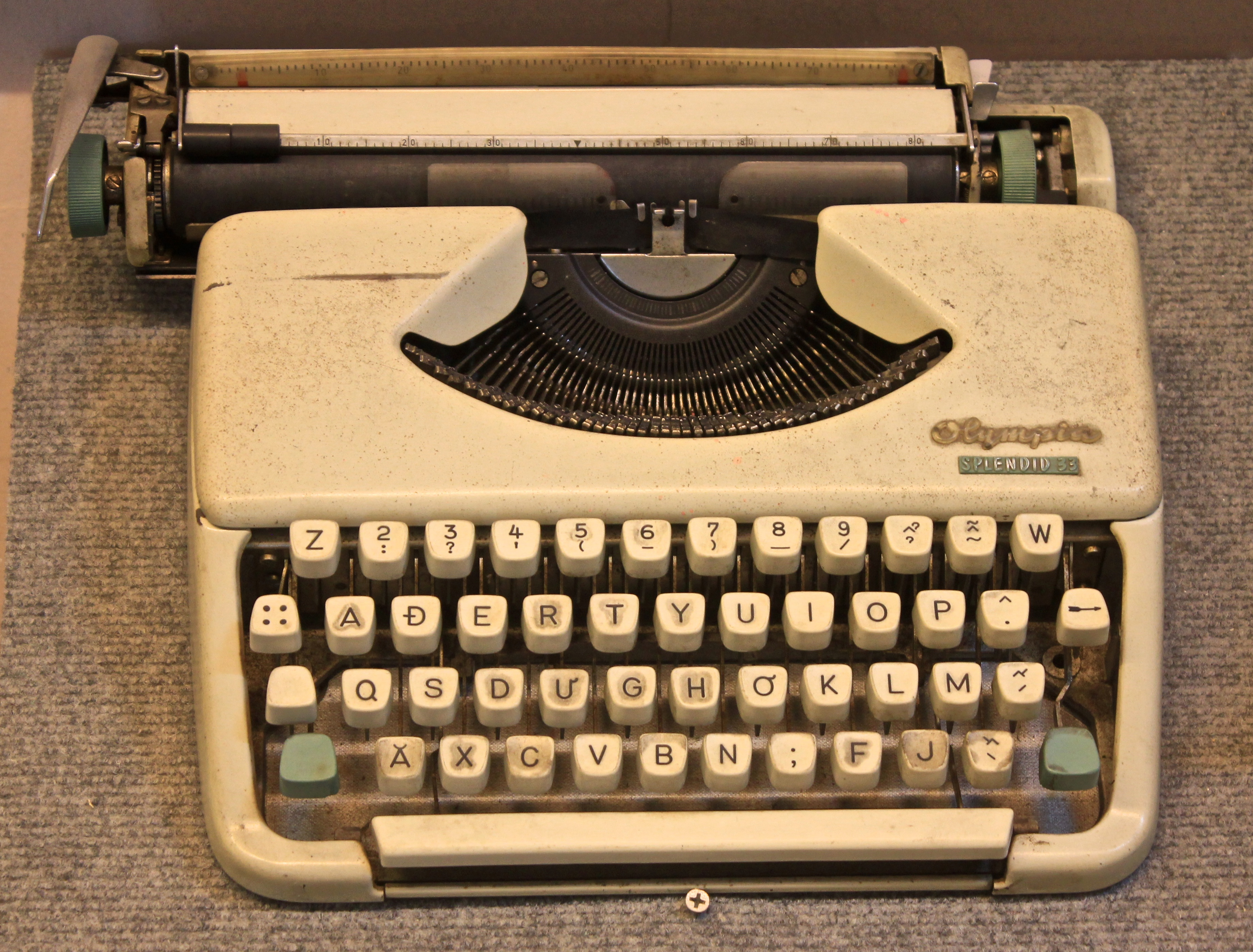
Machine à écrire Olympia Splendid 33 destinée au marché vietnamien

La difficulté du chữ quốc ngữ pour la transcription informatique venait du fait du nombre important de distinctions phonologiques représentées : 29 consonnes (ou  33 avec les consonnes latines de base supplémentaires) et 72 voyelles phonologiques donnent un total de 101 (ou 105) lettres distinctes, ce total étant multiplié par deux quand on doit aussi représenter la casse. Cela rend l'alphabet complet nécessairement incompatible avec les jeux de caractères sur 7 ou 8 bits de l'ISO (où il faut aussi pouvoir placer les chiffres et un minimum de signes de ponctuation ou symboles d’opérateurs numériques).
Lorsque l'on ne dispose que des caractères ASCII, la convention Vietnamese Quoted-Readable (VIQR) est aussi utilisée, au prix de certaines difficultés de codage et d’ambiguïtés si le texte ne contient pas que du vietnamien avec sa ponctuation de base.
Différentes solutions ont été développées pour lever cette contrainte, mais la plus simple est de ne pas coder les diacritiques de tons dans le même caractère mais dans un caractère séparé, afin de réduire les voyelles à 12, ou en ne codant sur un seul caractère que certaines combinaisons de lettres de base et de tons. Le VISCII (Vietnamese Standard Code for Information Interchange) est une adaptation de l’ASCII utilisant cette approche pour le codage sur 7 ou 8 bits, mais n’est pas compatible avec l’ISO/CEI 646 car il alloue des caractères au lieu des positions réservées aux caractères de contrôle ; toutefois ce codage est resté populaire.
Dans une moindre mesure, la page de code CP1258, conçue pour représenter les caractères du chữ quốc ngữ sous Windows, laisse l’ASCII inchangé et reprend le principe du VISCII, mais pour le rendre plus compatible avec l'ISO/CEI 8859 : davantage de diacritiques de tons sont représentés séparément, mais toutes les voyelles phonémiques de base sont représentables sur un seul caractère codé sur 8 bits (les autres lettres doivent être composées avec deux caractères sur 8 bits chacun : un pour la lettre phonémique, le second pour le ton ajouté).
Aujourd’hui, le codage Unicode — norme à caractère universel — remplace progressivement les anciennes pages de codes spécifiques à chaque langue écrite. Le support Unicode de l’alphabet vietnamien (en) inclut notamment l’encodage sous forme précomposée de toutes les lettres utilisées en vietnamien qui portent deux accents. Il est a noter qu'il supporte également le vietnamien en écriture chinoise.

### Saisie
Les principales méthodes de saisie sont Telex, VIQR et VNI qui ont chacune des touches différentes pour insérer les diacritiques. La composition se fait par lettre puis diacritique, certains diacritiques peuvent se cumuler, lorsque l'un a une valeur tonale (accent grave, accent aigu, crochet en clé, tilde, point souscrit, et l'autre phonétique (accent circonflexe, brève, cornu, d barré) :
| méthode \ diacritique | sắc (aigu) | huyền (grave) | hỏi (crochet) | ngã (tilde) | nặng (point) | mũ (circonflexe)   | móc (cornu) | trăng (brève) | đ (D barré) |
| --------------------- | ---------- | ------------- | ------------- | ----------- | ------------ | ------------------ | ----------- | ------------- | ----------- |
| TELEX                 | s          | f             | r             | x           | j            | (a)a / (e)e / (o)o | (o/u)w      | (a)w          | dd          |
| VIQR                  | '          | `             | ?             | ~           | .            | ^                  | *           | (             | dd          |
| VNI                   | 1          | 2             | 3             | 4           | 5            | 6                  | 7           | 8             | 9           |